# Саадабад
Саадаба́д (перс. سعداباد‎) — небольшой город на юге Ирана, в провинции Бушир. Входит в состав шахрестана  Дештестан. На 2006 год население составляло 7 119 человек; в национальном составе преобладают персы, в конфессиональном — мусульмане-шииты.

## География
Город находится в северной части Бушира, на равнине Гермсир, между побережьем Персидского залива и хребтами юго-западного Загроса, на высоте 54 метров над уровнем моря.
Саадабад расположен на расстоянии приблизительно 50 километров к северо-востоку от Бушира, административного центра провинции и на расстоянии 695 километров к югу от Тегерана, столицы страны.